# Junior Burgos
Efraín Antonio Burgos Junior (Santa Ana, 14 agosto 1988) è un ex calciatore salvadoregno, di ruolo centrocampista.

## Carriera

### Nazionale
Ha debuttato in nazionale nel 2014, venendo poi convocato per la Gold Cup 2017.